# Fasanenkuckuck
Der Fasanenkuckuck (Dromococcyx phasianellus) ist eine Kuckucksart in Mittel- und Südamerika.

## Merkmale
Der Fasanenkuckuck wird etwa 33 – 41 cm groß. Es gibt keinen Geschlechtsdimorphismus. Das Gefieder ist oberseits dunkelbraun, wobei das Deckgefieder bis zum Ende der auffallend breiten Schwanzfedern reicht. Die Brust ist weiß mit schwarzen Sprenkeln. Der Kopf ist braun gefärbt mit einem weißen Hinteraugenstreif, die Haube ist kastanienbraun.

## Verbreitung
Der Fasanenkuckuck ist ein Bewohner der Neotropis. Das Verbreitungsgebiet reicht von Südmexiko bis Panama. Des Weiteren kommt er in Venezuela, Kolumbien, Brasilien sowie in östlichen Gebieten von Peru, Bolivien und Paraguay vor. Durch die scheue Lebensweise in dichten Wäldern und der dadurch erschwerten Beobachtung des Vogels, ist das Verbreitungsgebiet vermutlich größer. Aufgrund des großen Verbreitungsgebietes, sowie der Häufigkeit der Art, wird seitens der IUCN von keiner Gefährdung ausgegangen. Die Populationsgröße wird auf 50 000 bis 499 999 Individuen geschätzt.

## Lebensweise
Fasanenkuckucke leben in immergrünen Wäldern, Galeriewäldern und Trockenwäldern, die dichten Unterwuchs aufweisen. Offenlandflächen werden gemieden. Die Kuckucke bewegen sich meist am Boden und in der Strauchschicht fort, bei Gefahr flüchten sie meist rennend anstatt fliegend. Hierauf verweist auch der Gattungsname Dromococcyx, welcher sich aus den griechischen Worten für „rennen“ (dromos) und „Kuckuck“ (kokyx) zusammensetzt. Der Kronenbereich wird selten, z. B. zum Gesang aufgesucht.
Zur Nahrung des Fasanenkuckucks gehören große Heuschrecken, Schaben, Käfer, Spinnen, aber auch kleine Eidechsen, Schlangen und Küken. Die Nahrung wird bevorzugt am Boden aufgenommen, wobei der Fasanenkuckuck mit den fächerförmig gestellten Schwanzfedern die oberste Laubschicht beiseite fegt, während er durch Flügelzittern und Schnabelklappern Rasselgeräusche produziert. Dies soll vermutlich potentielle Beute aufschrecken, die danach vom Boden gesammelt werden kann.
Während der Balz stellt der Fasanenkuckuck die Schwanzfedern fächerförmig auf, die Haube und die Alula, sowie das Brustgefieder werden ebenfalls aufgestellt. Wie die andere Dromococcyxart, der Pfauenkuckuck (Dromococcyx pavoninus), ist der Fasanenkuckuck ein Brutparasit. Bekannte Wirtsvögel sind der Augenring-Breitschnabeltyrann (Rhynchocyclus brevirostris), der Olivscheitel-Breitschnabeltyrann (Tolmomyias sulphurescens) der Elsterwassertyrann (Fluvicola pica), der Binden-Ameisenwürger (Thamnophilus doliatus), sowie Myozetetisarten.

## Etymologie und Forschungsgeschichte
Die Erstbeschreibung des Fasanenkuckucks erfolgte 1824 durch Johann Baptist von Spix unter dem wissenschaftlichen Namen Macropus phasianellus. Als Fundort gab er Tonantins in Brasilien an. 1832 führte Maximilian zu Wied-Neuwied die für die Wissenschaft neue Gattung Dromococcyx ein. Dieser Begriff leitet sich von δρομος, τρεχω dromos, trekhō für Renner, rennen und κοκκυξ, κοκκυγος coccyx, coccygos für Kuckuck ab. Der Artname phasianellus hat seinen Ursprung in lateinisch phasianellus, phasianus ‚kleiner Fasan, Fasan‘. Alfred Laubmann nannte Arnaldo de Winkelried Bertoni mit einem Balg aus dem Departamento Alto Paraná und Charles Chubb mit einem Balg aus Sapucay als Nachweise für Paraguay.